# Acacia sessilis
Acacia sessilis är en ärtväxtart som beskrevs av George Bentham. Acacia sessilis ingår i släktet akacior, och familjen ärtväxter. Inga underarter finns listade i Catalogue of Life.